# Caracol, col, col
Caracol, col, col és un curtmetratge animat realitzat per Pau Llorens Serrano i Santiago Lorenzo en 1995, fet amb animació de plastilina. Va guanyar el Premi Goya al millor curtmetratge d'animació.

## Resumeixen
Aquest curtmetratge conta la història de Maru, una dona que viu turmentada amb el seu horrible marit, Manolo. Manolo demana a Maru que li porti una cervesa, però es torna més boig, després truquen a la porta, Maru mira a veure qui és i és la policia, que està buscant un individu, li pregunten si l'ha vist però no li sona, es queda amb el paper, de sobte entra l'individu a la seva casa sense que se n'adoni.
Maru el troba, però l'individu s'adona que en el seu davantal té un dibuix d'un caragol i després s'encapritxa amb ella. Maru li fa un entrepà de mortadel·la, Manolo fart d'esperar, es passa de la ratlla dient-li coses i Maru li llança una llauna de cervesa al cap i acaba sagnant. Maru presenta a Manolo l'ésser estrany, quan el ser mira a Manolo menjant-se uns dolços amb forma de caragol, s'acaba d'acordar d'un horrible record i decideix matar-lo, a mossegades fins li arrenca la llengua.

## Premis
| Categoria                      | Persona                        | Resultat   |
| ------------------------------ | ------------------------------ | ---------- |
| Millor curtmetratge d'animació | Millor curtmetratge d'animació | Guanyadora |